# レッスルマニア13
レッスルマニア13（レッスルマニアサーティーン、WrestleMania 13）は、1997年3月23日にアメリカ合衆国のプロレス団体WWE（当時はWWF）が開催した年間最大の興行およびPPVの名称である。

## 概要
- ブレット・ハートとストーン・コールド・スティーブ・オースチンの試合は名勝負として名高く、両者ともに生涯のベストマッチとしてこの試合をあげており[1]、後にWWEから発売されたレッスルマニアXXのDVD特典に収録されている、WWEのスーパースター達が選ぶレッスルマニア名勝負トップ10では6位にランクインし、プロレスリング・イラストレーテッドやレスリング・オブザーバーの両紙においても1997年の年間最高試合に選出された[2][3]。また、オースチンはこの試合で業界内の評価を高め、ファンからの人気をより確実なものとした。

- メイン戦初出場となったジ・アンダーテイカーであったが、前日に交通事故により怪我をしていた。しかし、それでもなお試合に出場し王座を獲得した。

- ショーン・マイケルズは大会前のロイヤルランブルのWWF王座戦において膝を痛め王座を返上し、本大会には不出場となった。しかし、これは直前にブレット・ハートが契約更改でビンス・マクマホンから高額な契約金を引き出したことに対しての試合ボイコットであった、という説もある。

- 開催された1997年当時はWWFがWCWに人気で押され、経営面が逼迫していた事情もあって全体として派手さのない大会となり、PPV売上もレッスルマニア史上最低の20-30万件程度だったと推定されている[4]。

## 結果
- フリー・フォー・オール・マッチ -Free For All Match-

○ビリー・ガン vs フラッシュ・ファンク (w / トレーシー&ネイディン) ●
- フェイタル4ウェイ形式WWFタッグ王座第一挑戦者決定エリミネーション・マッチ -Number One Contenders Tag Team Fatal Four Way Elimination Match for the WWF Tag Team Championship-

○ザ・ヘッドバンガーズ (モッシュ&スラッシャー)  vs ニュー・ブラックジャックス (ブラックジャック・ウインダム&ブラックジャック・ブラッドショー) vs ダグ・ファーナス&フィル・ラフォン vs ザ・ゴッドウィンズ (フィニアス・I・ゴッドウィン&ヘンリー・O・ゴッドウィン) ●
- WWFインターコンチネンタル王座戦 -WWF Intercontinental Championship-

○ロッキー・メイビア (c) vs ザ・サルタン (w / ミスター・ボブ・バックランド&アイアン・シーク) ●
- ○ハンター・ハースト・ヘルムスリー (w / チャイナ) vs ゴールダスト (w / マレーナ) ●

- WWFタッグ王座戦 -WWF Tag Team Championship-

○オーエン・ハート&ブリティッシュ・ブルドッグ (c) vs マンカインド&ベイダー (w / ポール・ベアラー) ●
- サブミッション・マッチ -Submission Match- スペシャル・レフェリー：ケン・シャムロック

○ブレット "ヒットマン" ハート vs "ストーンコールド" スティーブ・オースチン●
- シカゴ・ストリート・ファイト -Six-Man Chicago Street Fight-

○リージョン・オブ・ドゥーム (ホーク&アニマル) &アーメッド・ジョンソン vs ネーション・オブ・ドミネーション (ファルーク&クラッシュ&サビオ・ベガ) (w / ウルフィー・D&J・C・アイス&クラレンス・メイソン）●
- ノー・DQ形式WWF王座戦 -No Disqualification Match for the WWF Championship-

●サイコ・シッド (c) vs ジ・アンダーテイカー ○

## Reference
1. ↑   2006年のWWE殿堂式典のブレットのスピーチにおいて
2. ↑  “Pro Wrestling Illustrated Award Winners Match of the Year”.   Wrestling Information Archive. 2008年4月15日時点のオリジナルよりアーカイブ。2008年7月1日閲覧。
3. ↑  en:List of Wrestling Observer Newsletter awards
4. ↑  “Fight Game Blog ≫ Wrestlemania 13  Enter The Stone Cold Era”. 2011年4月11日閲覧。